# HTC 10
L'HTC 10 è uno smartphone top di gamma prodotto dall'azienda taiwanese HTC, presentato ufficialmente il 12 aprile 2016. Secondo HTC, è il primo smartphone al mondo con stabilizzatore ottico d'immagine sia nella fotocamera posteriore che in quella anteriore.
È il successore di HTC One M9 ed è il predecessore di HTC U11.

## Caratteristiche tecniche

### Hardware
HTC 10 ha un design unibody in alluminio e, a differenza dei predecessori, non ha più i due classici speaker frontali, che sono stati spostati sul bordo superiore e su quello inferiore del dispositivo. Il sensore d'impronte digitali è sotto lo schermo.
Il chipset è un Qualcomm Snapdragon 820, con CPU quad-core (2x2.15 GHz Kryo + 2x1.6 GHz Kryo) e GPU Adreno 530. La memoria RAM è di 4 GB, mentre quella interna è di 32 o 64 GB, con espansione microSD fino a 2 TB.
Ha connettività 2G GSM, 3G HSDPA, 4G LTE, Wi-Fi 802.11 a/b/g/n/ac dual-band con Wi-Fi Direct, DLNA ed hotspot, Bluetooth 4.2 con A2DP e aptX, GPS con A-GPS e GLONASS o BDS in base alla zona di vendita, NFC e USB-C 3.1.
Lo schermo è un Super LCD5 da 5,2 pollici con risoluzione Quad-HD (1440 x 2560 pixel) protetto da un vetro Corning Gorilla Glass 3.
La fotocamera posteriore è una 12 megapixel con apertura massima di f/1.8, autofocus laser, stabilizzatore OIS, LED dual-tone e registrazione video 4K a 2160p a 30 frame per secondo. Usa la tecnologia HTC UltraPixel 2 e scatta immagini con pixel di 1,55 micrometri. La fotocamera anteriore è una 5 megapixel con apertura massima di f/1.8, autofocus, video 1080p e immagini con pixel di 1,34 micrometri.
A livello audio HTC 10 è dotato di speaker stereo BoomSound Hi-Fi con supporto al Dolby Audio e tre microfoni di cancellazione del rumore. Il dispositivo ha una batteria agli ioni di litio non removibile da 3000 mAh con Qualcomm QuickCharge 3.0.

### Software
HTC 10 inizialmente aveva Android 6.0.1 Marshmallow con HTC Sense 8.0. È stato aggiornato a 7.0 Nougat a partire dal 25 novembre 2016.